# Colpodella
Colpodella ist eine Gattung der Alveolata, die etwa fünf (und einige weitere mögliche) Arten (Spezies) umfasst.
Sie weisen alle Synapomorphien der Apicomplexa auf, sind aber freilebend und nicht parasitisch.
Viele Mitglieder dieser Gattung wurden früher anderen Gattungen zugeordnet, etwa Spiromonas.
Die Typusart ist Colpodella pugnax Cienkowski 1865.

## Beschreibung

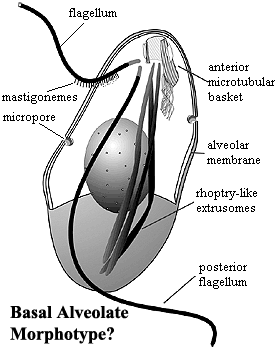
Essentielle (gemeinsame charakteristische) Strukturen der Gattungen Colpodella, Perkinsus und Parvilucifera, (möglicherweise basale) Alveolata.

Die Angehörige der Gattung Colpodella sind kleine begeißelte Protisten, ihr Durchmesser beträgt weniger als 20 μm.
Der Lebenszyklus besteht aus zwei Hauptstadien:
begeißelte Trophozoiten (vegetative Form, Wachstumsphase) und Zysten, die das reproduktive Stadium im Lebenszyklus darstellen.
Morphologisch (von der Gestalt her) ähneln die Trophozoiten von Colpodella den Zoosporen von Perkinsus, obwohl die beiden Gattungen zwar Alveolata, aber unter diesen nicht näher miteinander verwandt sind.
Die beweglichen Stadien beider Gattungen haben ein Paar anteriorer (vorderer) orthogonaler (senkrecht zueinander angeordneter) Geißeln, Mitochondrien mit vesikulären (bläschenartigen) Cristae, innere Alveolarmembranen (Alveoli) und Mikroporen.
Sowohl die Colpodella- als auch die Perkinsus-Arten haben seitlich offene, abgestumpfte Conoide (manchmal auch Pseudoconoide genannt), Rhoptrien (sekretorische Organellen, die die gesamte Länge der Zelle einnehmen), und kleinere Mikroneme (ebenfalls sekretorische Organellen). Sowohl die Rhoptrien als auch die Mikroneme entstehen im vorderen Teil der Zelle. Unter der Plasmamembran liegt eine dreischichtige Pellicula, die ansonsten aus den Alveolarmembranen und weit auseinander liegenden Mikrotubuli besteht, die subapikal (kurz hinter der Vorderspitze) entstehen. Einige Arten haben extrusive Organellen (Trichozysten).
Im Gegensatz zu Perkinsus sind die Colpodella-Arten freilebend und gefräßige Räuber, die sich von anderen freilebenden Protisten ernähren. Die meisten Arten durchdringen offenbar deren Zellmembran und verzehren das Zytoplasma der Beute (Myzozytose). Während der Nahrungsaufnahme heftet sich der Räuber mit seinem vorderen Teil – dem Rostrum – an die Beute. Das Rostrum enthält das Pseudoconoid, das sich in einen Ring aus Mikrotubuli verwandelt, der die Anheftungszone umgibt. Das Zytoplasma der Beute wird dann in eine große hintere Nahrungsvakuole gesaugt, weshalb die Myzozytose auch als „Zellvampirismus“ bezeichnet wird.
Nach der Nahrungsaufnahme verlieren die Zellen ihre Geißeln, werden zu kugelförmigen Zysten und teilen sich (d. h. sie vermehren sich).
Die Zysten sind einfache Kugeln, in denen die Nahrungsvakuole als große zentrale Vakuole erscheint.
Mit fortschreitender Teilung wird das restliche Vakuolenmaterial zu einem Restkörper reduziert. In der Regel teilt sich Colpodella in vier Tochterzellen (manchmal auch nur zwei).
Dies steht im Gegensatz zu den echten Apicomplexa und Perkinsus, die bei der Fortpflanzung in der Regel viel mehr Tochterzellen produzieren, bei Perkinsus können beispielsweise bis zu 32 Zellen und bei Toxoplasma gar 128 Zellen.
Den Tochterzellen wachsen dann wieder Geißeln, die Zystenwand reißt auf, und die Zellen schwimmen davon, wobei sie den Restkörper zurücklassen.
Sexuelle Fortpflanzung als weitere Möglichkeit wurde bei mindestens zwei Arten beobachtet.

## Systematik

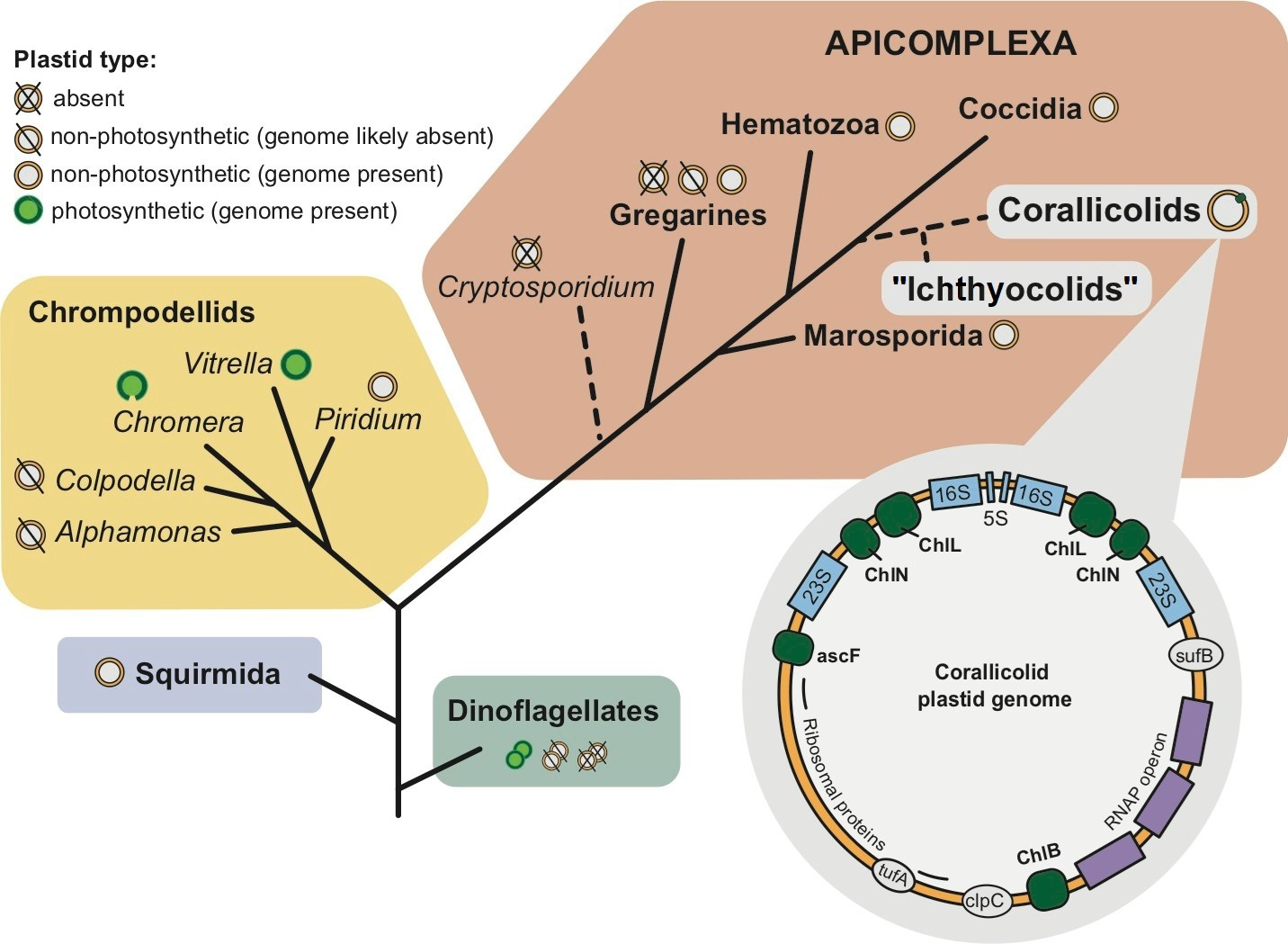
Phylogenie von Colpodella, der Apicomplexa und ihrer nahen Verwandten mit Darstellung der mutmaßlichen phylogenetischen Position der Corallicolida, sowie ihres Apicoplasten

Die Klade (Verwandtschaftsgruppe), zu der Colpodella gehört, scheint eine Schwestergruppe der Apicomplexa zu sein. Ihre Lebensweise ist möglicherweise repräsentativ für die frei lebenden Vorfahren der Apicomplexa. Ein signifikanter Unterschied besteht darin, dass diese Gattung wie Perkinsus ein offenes Conoid (Pseudoconoid) hat, während die ein Conoid besitzenden (echten) Apicomplexa (auch „Conoidasida“ genannt) ein geschlossenes Conoid haben.
Adl et al. (2019) charakterisieren die Colpodella beinhaltenden Taxa stichpunktartig wie folgt:
- die Klade [Ordnung] Colpodellida:[7]
Photosynthetisch oder nicht photosynthetisch und räuberisch; komplexe Plastiden, wenn vorhanden, durch vier Membranen gebunden; Mitochondrium mit röhrenförmigen Cristae; stark abgeflachte kortikale Alveolen; Mikrotubuli unter den Alveolen; Conoid-förmige Struktur mit apikalem Komplex und Rostrum; zwei Zilien; Mikroporen vorhanden; Zysten zumindest bei einigen Arten.
- die Subklade [Familie] Colpodellaceae:
Nicht-photosynthetische Zelle mit Zilien, die andere Protisten räuberisch befällt (einmal auch im menschlichen Blut gefunden). Gattungen: Colpodella, Chilovora, Voromonas.

Die nachstehende äußere und innere Systematik folgt, wo nicht anders vermerkt, der Taxonomie von Adl et al. (2019).
Nachrangige Quellen wurden in der folgenden Reihenfolge benutzt:
N – National Center for Biotechnology Information (NCBI) Taxonomy Browser, Nucleotide, …
A – AlgaeBase
W – World Register of Marine Species (WoRMS)
Anm.: Ein nachfolgendes * bedeutet „ohne Autorenschaft“; Stand jeweils ist jeweils Anfang April 2023; einige veraltete bzw. synonyme Bezeichnungen sind in eckigen Klammern angegeben.

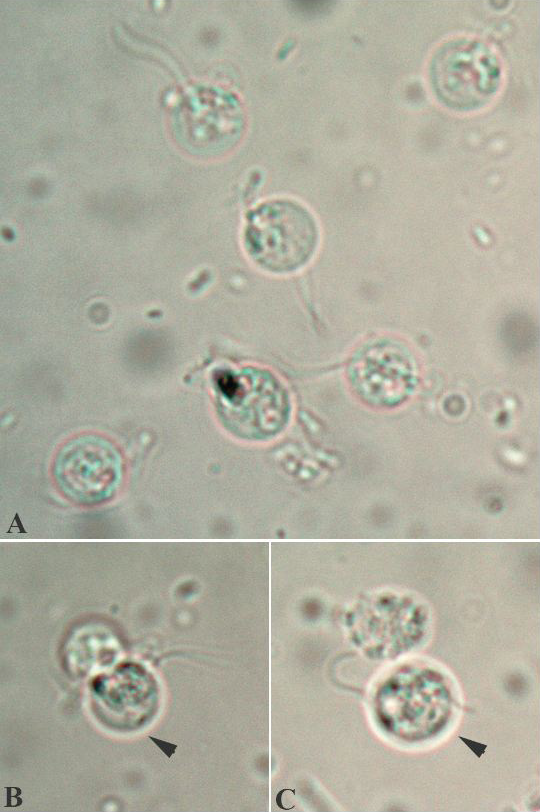
Colpodella sp. ATCC 50594 und Parabodo caudatus. B und C: Die Colpodella-Zellen sind bereits an die Parabodo-Zellen angeheftet.

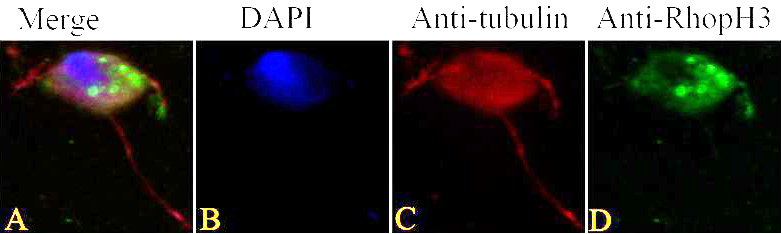
Colpodella sp. ATCC 50594 aus Co-Kultur mit Parabodo caudatus mit verschiedenen Färbemethoden, Zellkern (blau), Zellkörper und Geißel (rot), Zytoplasma und Vesikel (grün)

Klade Sar Burki et al. 2008(N) [Harosa Cavalier‐Smith 2010(A)]
- Klade Rhizaria > Klade Stramenopiles > Klade [Infrareich] Alveolata Cavalier‐Smith 1991
  - [Ordnung] Colpodellida Cavalier‐Smith 1993, emend. Adl et al. 2005, 2019(N*,W*)[7] [Chromerida Moore et al. 2008(N), Colpodellales Cavalier-Smith 1993(A), Chrompodellida]
    - [Familie] Vitrellaceae Oborník & Lukeš 2012(N,A)
    - [Familie] Colpodellaceae Adl et al. 2019 (früher: Oborník & Lukeš, 2012(N) bzw. A.G.B.Simpson & D.J.Patterson 1996(A)) [Colpodellidae Cavalier-Smith 1993, emend. Adl et al.(N)]
      - Gattung Colpodella Cienkowski, 1865(N*,A,W)
        - Spezies Colpodella angusta (Dujardin, 1841) A.G.B.Simpson & D.J.Patterson, 1996(N,A) [Dingensia angusta (Dujardin) D.J.Patterson & Zoelffel(A)]
        - Spezies Colpodella pseudoedax Mylnikov & A.A.Mylnikov 2007(A)
        - Spezies Colpodella pugnax Cienkowski 1865 non Simpson & Patterson 1996[A. 2][10](A) – Typus(A)
        - Spezies Colpodella tetrahymenae(N*) [Colpodella sp. (C.R.)(N)]
        - Spezies Colpodella sp. AE-2012(N)
        - Spezies Colpodella sp. ATCC 50594(N) [Colpodella sp. ATCC50594(N)[A. 3] ][A. 4][11]
        - Spezies Colpodella sp. HLJ(N)
        - Spezies Colpodella sp. QYi-2023a(N)[13]
        - Spezies Colpodella sp. QYi-2023b(N) [„Colpodella yiyuansis“(N)][14]
        - Spezies Colpodella sp. RRJ-2016(N)

      - Gattung Chilovora Cavalier-Smith & Chao, 2004[15][16]
        - Spezies Chilovora perforans (Hollande, 1938) Cavalier-Smith & Chao, 2004 [Bodo perforans][16][15]

      - Gattung Voromonas(N*)
        - Spezies Voromonas pontica (Mylnikov, 2000) Cavalier-Smith, 2004(N) [Colpodella pontica Mylnikov, 2000](N)

      - Colpodellaceae ohne Gattungszuweisung
        - Spezies Colpodellidae sp. HEP(N)
        - Spezies Colpodellidae sp. HN(N)

    - [Familie] Chromeraceae Oborník & J. Lukeš 2011/2012(A)
      - ohne Gattungs- und Familienzuweisung

      - Spezies Chromerida sp. RM11(N) [inkl. „Colpodella sp. RM11“](N)

  - [Ordnung] Perkinsidae Levine 1978, emend. Adl et al. 2005 [Perkinsozoa Moestrup & Rehnstam‐Holm 1999; Perkinsozoa Norén & Moestrup 1999][17] (mit Perkinsus)
  - [Ordnung] Colponemida Cavalier‐Smith 1993 emend. Adl et al. 2019
  - [Klade] Dinoflagellata Bütschli 1885, emend. Fensome et al. 1993, emend. Adl et al. 2005
    - [Ordnung] Syndiniales Loeblich III 1976
    - [Ordnung] Noctilucales Haeckel 1894 [Noctiluciphyceae Fensome et al. 1993] (mit Noctiluca)
    - [Klasse] Dinophyceae Pascher 1914 (Dinoflagellaten im engeren Sinn)

  - [Klade] Apicomplexa Levine 1980, emend. Adl et al. 2005
  - [Klade] Ciliophora Doflein 1901 [Ciliata Perty 1852; Infusoria Bütschli 1887] (Wimpertierchen)

Verschiebungen:

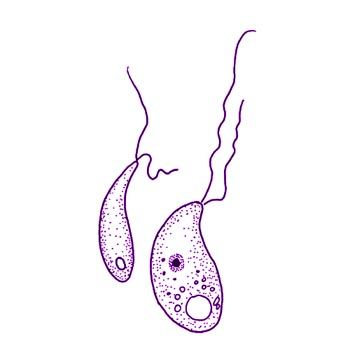
Illustration Colpodella vorax, aktuell Dinomonas vorax (Euglenozoa)

- Colpodella edax (G.A.Klebs, 1892) A.B.G.Simpson & D.J.Patterson, 1996 [Bodo edax G.A.Klebs, 1892] → Alphamonas edax (G.A.Klebs) A.G.Alexeieff 1924(N*,A)
- Colpodella pontica Mylnikov, 2000 → Voromonas pontica (Mylnikov, 2000) Cavalier-Smith, 2004(N)
- Colpodella vorax (Kent, 1880) A.G.B.Simpson & D.J.Patterson 1996 → Dinomonas vorax Kent 1880 (Euglenozoa)(A)
- Colpodella perforans (Hollande, 1938) Patterson & Zöllfel, 1991 [Bodo perforans Hollande, 1938] → Chilovora perforans (Hollande, 1938) Cavalier-Smith & Chao, 2004[16][15]
- Colpodella pugnax Simpson & Patterson 1996 non Cienkowsky 1865 → Algovora pugnax (Simpson & Patterson 1996) Cavalier-Smith & Chao 2004
- Colpodella gonderi (Foissner & Foissner 1984)[A. 5][18] [Spiromonss gonderi[18]] → Microvorax gonderi (Foissner & Foissner 1984) Cavalier-Smith 2017[19]
- Colpodella tetrahymenae Cavalier-Smith 2004 → Microvorax tetrahymenae (Cavalier-Smith & Chao 2004) Cavalier-Smith 2017[19]
- Colpodella turpis Simpson & Patterson 1996 → Algovora turpis (Simpson & Patterson 1996) Cavalier-Smith & Chao 2004[19]
- Colpodella unguis Patterson & Simpson 1996 → Colpovora unguis (Patterson & Simpson 1996) Cavalier-Smith 2017[19]

Alternative Taxonomien:
- WoRMS:[4]
Harosa (Unterreich) > Alveolata (Infrareich) > Myzozoa (Phylum) > Apicomplexa (Subphylum) > Apicomonadea (Klasse) > Ordnung Colpodellida (monotypisch in Gattung Colpodella)
Als Mitglieder der Gattung Colpodella gelten hier noch:
  - Spezies Colpodella edax (Klebs, 1892) Simpson & Patterson, 1996 [Colpodella pugnax sensu Dangeard, 1900 non Cienkowski, 1865]
  - Spezies Colpodella perforans (Hollande, 1938) Patterson & Zöllfel, 1991
  - Spezies Colpodella vorax (Kent) A.G.B.Simpson & D.J.Patterson, 1996

- AlgaeBase:[8][9][3]
Harosa Cavalier-Smith 2010 [SAR] (Unterreich) > Chromeridophyta R.B.Moore et al. 2008 (Phylum) > Colpodellophyceae (Klasse) > Colpodellophycidae Mylnikov, M.V.Krylov & A.O.Frolov 2000 (Unterklasse) > Colpodellales Cavalier-Smith 1993 (Ordnung)
Diese Ordnung Colpodellales umfasst hier neben den Familien Colpodellaceae (mit Gattung Colpodella), Chromeraceae und Vitrellaceae noch die Familie Alphamonadaceae Cavalier-Smith 2004. Zur Familie Colpodellaceae gehört(e) noch die monotypische Gattung Dingensia D.J.Patterson & Zoelffel, 1991. Die ehemalige Spezies Dingensia angusta (Dujardin) D.J.Patterson & Zoelffel gilt jetzt als Synonym von Colpodella angusta (Dujardin) A.G.B.Simpson & D.J.Patterson.

## Klinik
Die zur Gattung Colpodella zählenden Organismen werden normalerweise nicht als humanpathogene Krankheitserreger angesehen.
2012 wurde jedoch über eine Infektion der Erythrozyten bei einer Frau aus China mit einem Mangel an natürlichen Killerzellen berichtet.
2021 wurde der Urin einer Frau mit einer langjährigen mehrfachen Vorerkrankung, unter anderem an COPD, positiv auf Colpoda spp. und Colpodella spp. getestet.

## Weiterführende Literatur
- Xavier Grau-Bové, Cristina Navarrete, Cristina Chiva, Thomas Pribasnig, Meritxell Antó, Guifré Torruella, Luis Javier Galindo, Bernd Franz Lang, David Moreira, Purificación López-Garcia, Iñaki Ruiz-Trillo, Christa Schleper, Eduard Sabidó, Arnau Sebé-Pedrós: A phylogenetic and proteomic reconstruction of eukaryotic chromatin evolution. In: Nature Ecology & Evolution, Band 6, S. 1007–1023, 9. Juni 2022; doi:10.1038/s41559-022-01771-6. PMID 35680998 PMC 7613034 (freier Volltext). Dazu:
  - Xavier Grau-Bové: Repository: Chromatin evolution. Auf: GitHub.
- Brian S. Leander, Patrick J. Keeling: Morphostasis in alveolate evolution. In: Trends in Ecology and Evolution. Band 18, Nr. 8, August 2003, S. 395–402, doi:10.1016/S0169-5347(03)00152-6 (englisch). PDF (Memento vom 1. April 2012 im Internet Archive)
- Noriko Okamoto, Patrick J. Keeling: A Comparative Overview of the Flagellar Apparatus of Dinoflagellate, Perkinsids and Colpodellids. In: MDPI: Microorganisms, Band 2, Nr. 1, Special Issue Biology of Dinoflagellates: Advances in the Last 25 Years (1987–2012), 10. Mãrz 2014, S. 73–91; doi:10.3390/microorganisms2010073 (englisch).